# Szemud
Szemud (in casciubo Szemôłd, in tedesco Schönwalde) è un comune rurale polacco del distretto di Wejherowo, nel voivodato della Pomerania.
Ricopre una superficie di 176,57 km² e nel 2004 contava 12 229 abitanti.
Il casciubo è riconosciuto e tutelato nel comune come lingua della minoranza.